# Juxtephria russariaria
Juxtephria russariaria là một loài bướm đêm trong họ Geometridae.